# Martinus Stuart
Martinus Stuart (Rotterdam, 4 oktober 1765 - Amsterdam, 22 november 1826) was een Nederlandse predikant en historicus. Hij werd door koning Willem I benoemd tot geschiedschrijver des rijks.

## Leven en werk
Stuart is een telg uit het geslacht Stuart en werd in 1765 in Rotterdam geboren als zoon van de koopman Jacob Stuart en Johanna van Eyk. Hij studeerde theologie aan het remonstrants seminarium in Amsterdam. In 1787 werd hij bevestigd tot remonstrants predikant in Dokkum en in 1790 tot remonstrants predikant in Utrecht. Van 1793 tot zijn overlijden in 1826 was Stuart remonstrants predikant in Amsterdam. Hij trok als begenadigd kanselredenaar volle kerken, met ook niet-remonstranten onder zijn gehoor. Politiek gezien was hij patriottisch gezind. Kerkelijk was hij een voorstander van een samenvoeging van alle protestantse kerken. Een idee dat hij vruchteloos probeerde te verwezenlijken. Stuart was niet alleen predikant maar ook historicus. Hij publiceerde onder meer een dertig delig werk over de Romeinse geschiedenis en diverse historische werken over de vaderlandse geschiedenis. Zowel koning Lodewijk Napoleon als koning Willem I waardeerden zijn historische kennis. Van beiden kreeg hij opdrachten om de vaderlandse geschiedenis te beschrijven. Lodewijk Napoleon benoemde hem tot Ridder in de Orde van Verdienste en tot lid van het Koninklijk Instituut. Koning Willem I benoemde hem tot geschiedschrijver des rijks. Uit deze opdracht ontstonden de Jaarboeken van het Koningrijk der Nederlanden, een zestiendelige bundel. Volgens het biografisch lexicon voor de geschiedenis van het Nederlands protestantisme "kenmerkte zijn werk zich door een weinig kritische behandeling van de stof".
Stuart trouwde op 19 september 1787 te Steenwijk met Theodora Magdalena Robbé. Uit hun huwelijk werden veertien kinderen geboren. Stuart overleed in november 1826 in zijn woonplaats Amsterdam. De door Cornelis Willem Westerbaen op 31 december 1826 uitgesproken lijkrede in de remonstrantse kerk van Amsterdam verscheen in 1827 in druk.